# Angelo Maria Cantoni

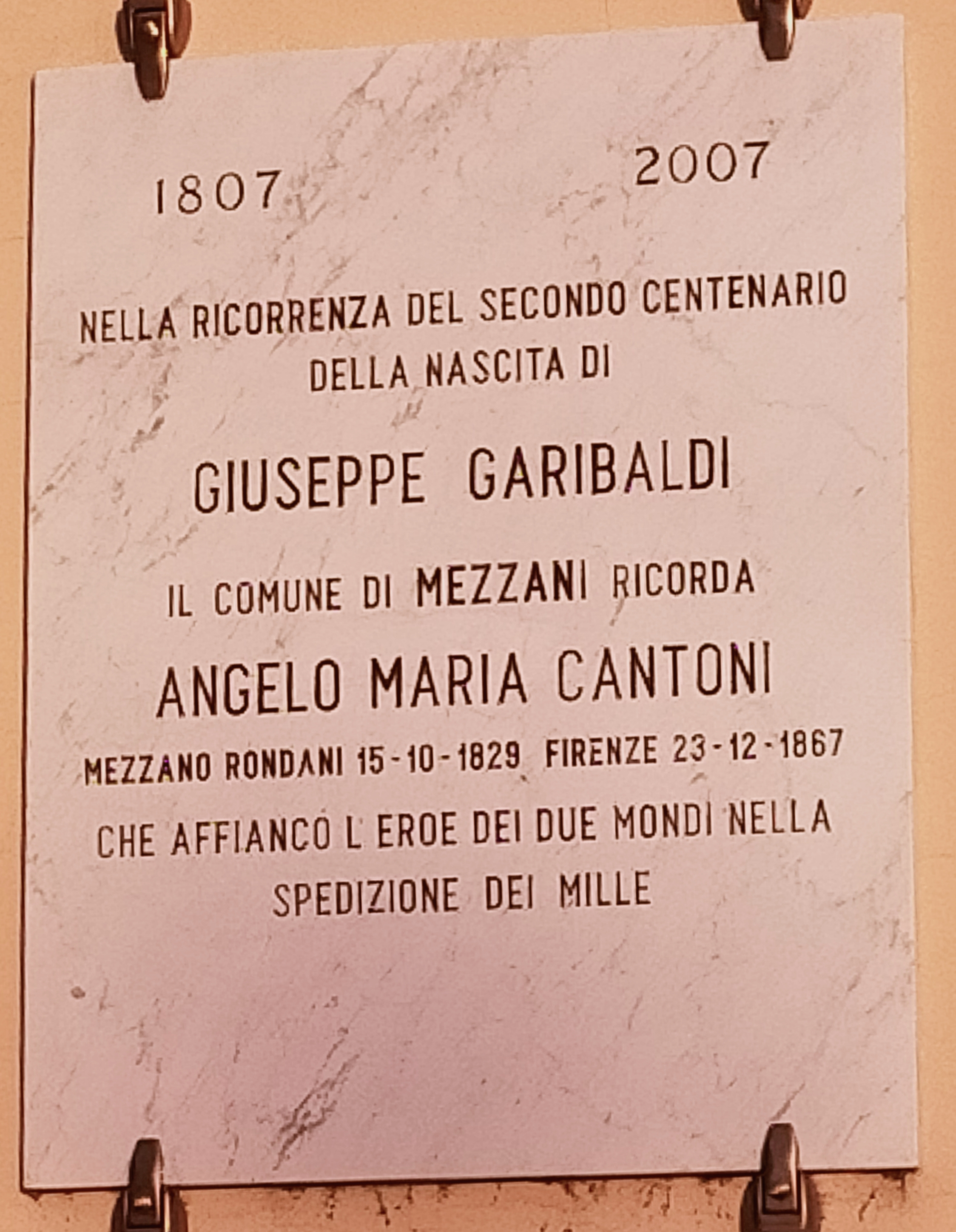
Lapide a ricordo di Angelo Maria Cantoni situata sulla parete esterna del comune di Mezzani

Angelo Maria Cantoni (Mezzano Rondani, 15 ottobre 1829 – Firenze, 23 dicembre 1867) è stato un militare italiano.

## Biografia
Nacque nel 1829 a Mezzano Rondani da Ferdinando e Angela Arcagli.
Di professione imbianchino, fu uno dei 1089 componenti della Spedizione dei Mille nella campagna dell'Italia meridionale del 1860. Fece parte dei garibaldini sbarcati a Marsala. Morì a Firenze pochi anni dopo la campagna militare